# Hans de Koning
Hans de Koning (Rotterdam, 5 aprile 1960) è un allenatore di calcio ed ex calciatore olandese, di ruolo portiere.

## Palmarès

### Giocatore

#### Competizioni nazionali
- Campionato olandese: 1

AZ Alkmaar: 1980-1981
- Coppa dei Paesi Bassi: 2

AZ Alkmaar: 1980-1981, 1981-1982